# Gelis excellens
Gelis excellens är en stekelart som först beskrevs av Hedwig 1961.  Gelis excellens ingår i släktet Gelis och familjen brokparasitsteklar. Inga underarter finns listade i Catalogue of Life.